# رسالة بروتوكول نقل النص الفائق 404

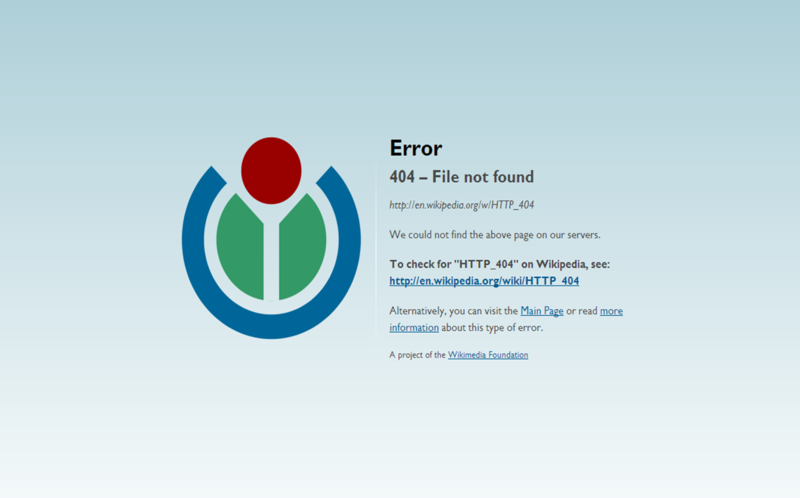
رسالة خطأ على موقع ويكيميديا

رسالة الخطأ 404 أو الحالة 404 (HTTP 404 أو غير موجودة - Not Found) هي كود (شيفرة) رد قياسية لبروتوكول نقل النص الفائق تعني أن العميل استطاع الإتصال بالخادم ولكن هذا الأخير إما لم يجد ما طُلب منه، أو قد تم تعديله (تعينه) أن لا يكمل الطلب ولا يذكر السبب ورسالة الخطأ 404 لا تُخْلط مع رسالة الخطأ «الخادم غير موجود - Server not found» والتي تعني أنه لم يتم الاتصال بالخادم على الإطلاق.